# Cornelis Hin

12-Fuß-Dinghy

Cornelis Nicolaas Hin (* 6. Oktober 1869 in Den Helder; † 21. Oktober 1944 in Bloemendaal) war ein niederländischer Segler.

## Erfolge
Cornelis Hin nahm an den Olympischen Spielen 1920 in Antwerpen teil. Mit seinen Söhnen Johan und Frans startete er mit dem 12-Fuß-Dinghy Beatrijs III und unterlag am 7. Juli im ersten Rennen dem einzigen gegnerischen Boot, der Boreas, die von Arnoud van der Biesen und Petrus Beukers gesteuert wurde. Während des zweiten Rennens am 8. Juli driftete eine der Kursbojen ab, weshalb das Rennen annulliert wurde. Da die belgischen Veranstalter in dieser Woche das Rennen nicht wiederholen konnten, baten sie das Niederländische Olympische Komitee, zwei Ersatzrennen am 3. September in den Niederlanden zu organisieren, da beide Boote aus niederländischen Crews bestanden. Diese fanden dann auf dem Buiten-IJ statt: der Hin-Familie gelang in der Wiederholung des zweiten Rennens zunächst der 1:1-Ausgleich und besiegte die Boreas auch im dritten Rennen, womit sie Olympiasieger wurden. Cornelis Hin war Steuermann im ersten Rennen gewesen, mit Johan als Crewmitglied. Bei den beiden in den Niederlanden stattfindenden Rennen war auch Frans Teil der Crew.
Drei Jahre später wurde Hin im 12-Fuß-Dinghy erster niederländischer Meister. 1924 sollte er ursprünglich bei den Olympischen Spielen in Paris im Monotyp starten, wurde aufgrund einer rheumatischen Erkrankung aber von seinem Sohn Johan ersetzt. Neben seiner Segelkarriere war Hin auch als Funktionär beim Fußballverein HFC Haarlem aktiv. Ab 1905 betrieb er eine Strumpffabrik, nachdem er zuvor als Lehrer gearbeitet hatte.